# Can't Get Enough (J. Cole)
Can't Get Enough è un brano musicale del rapper statunitense J. Cole estratto come singolo dal suo primo album, Cole World: The Sideline Story.
Pubblicato il 1º settembre 2012 dalle etichette discografiche Roc Nation e Columbia Records, il singolo vede la partecipazione del cantante R&B statunitense Trey Songz.
Il video musicale prodotto per il singolo, è stato diretto da Clifton Bell e girato a Barbados. Nella parte finale del video, la cantante barbadiana Rihanna appare in alcune scene.

## Classifiche
| Classifica (2010)        | Posizione massima |
| ------------------------ | ----------------- |
| UK R&B Chart             | 39                |
| US Billboard Hot 100     | 52                |
| US Hot R&B/Hip-Hop Songs | 7                 |
| US Hot Rap Songs         | 5                 |